# 4987 Flamsteed
4987 Фламстід (4987 Flamsteed) — астероїд головного поясу, відкритий 20 березня 1980 року.
Тіссеранів параметр щодо Юпітера — 3,598.